# Angela (Luigi Tenco)
Angela è una canzone scritta dal cantautore Luigi Tenco, pubblicata nell'LP Luigi Tenco del 1962 con la direzione d'orchestra di Luis Enríquez Bacalov.

## Testo e significato
io non credevo che questa sera

sarebbe stato davvero un addio, 

Angela, credimi, io non volevo...»
(Luigi Tenco)
In questo brano il protagonista esordisce con un'invocazione nei confronti della donna amata che apparentemente lo ha appena lasciato.
E svela il motivo, confessando all'amata che aveva fatto finta di mandarla via perché gli piaceva farla soffrire e vederla piangere ed era convinto che lei avrebbe sofferto per questo distacco.
vedere le tue lacrime

sentire che il tuo cuore 

è nelle mie mani.»
Tuttavia Angela non piange e apparentemente non soffre per la fine di questo amore, mentre il protagonista capisce che non può recuperare questo amore e si accorge che, mentre inutilmente la invoca a rimanere, tutto d'un tratto ha perso tutto. 

## Altre incisioni
- Il brano fu inciso per la Ricordi nel novembre 1962 come Lato B nel 45 giri Mi sono innamorato di te/Angela, accompagnato dell'Orchestra "Ricordi"[1].
- 2002 nella raccolta antologica Tenco (album 2002)

## Altre versioni
- 1963, il brano fu riproposto da Johnny Dorelli accompagnato dall'orchestra di Enzo Ceragioli nel 45 giri Angela/Mi sono innamorato di te[2]
- 1971, Nicola Di Bari nel suo LP Nicola Di Bari canta Luigi Tenco
- 1994, Tiziana Ghiglioni nell'album Tiziana Ghiglioni canta Luigi Tenco
- 2011, Francesco Baccini nell'album Baccini canta Tenco
- 2016, Franco Simone in Carissimo Luigi - Franco Simone Canta Luigi Tenco
- 2020, Ginevra Di Marco nell'album Quello che conta - Ginevra canta Luigi Tenco